# Alessia Gennari
Alessia Gennari (Parma, 3 novembre 1991) è una pallavolista italiana, schiacciatrice della UYBA.

## Carriera
La carriera di Alessia Gennari comincia nel 2005 quando entra a far parte della squadra del Scuola di Pallavolo Anderlini a Sassuolo; nella stagione successiva passa al Sassuolo Volley, squadra militante nella Serie A1 italiana: sporadicamente colleziona qualche presenza in prima squadra, in quanto, sovente, viene utilizzata nella squadra giovanile. Con la nazionale Under-18 di aggiudica il bronzo al campionato europeo 2007, dove viene premiata come miglior attaccante.
Nella stagione 2009-10 passa al Gruppo Sportivo Volley Cadelbosco, in Serie B1, dove resta per due annate: nel 2011 ottiene le prime convocazioni nella nazionale italiana, partecipando alla XXVI Universiade.
Nella stagione 2011-12 viene ingaggiata dalla Pallavolo Villanterio di Pavia; la stagione successiva passa al River Volley Piacenza, anche se a metà campionato viene ceduta al Chieri Torino Volley Club; nel 2013, con la nazionale, vince la medaglia d'oro ai XVI Giochi del Mediterraneo.
Nella stagione 2013-14 veste la maglia del Volleyball Casalmaggiore, neopromossa nella massima divisione, dove resta per due annate, con cui si aggiudica lo scudetto 2014-15. Per il campionato 2015-16 difende i colori del Volley Bergamo, dove resta per due annate, ottenendo il successo nella Coppa Italia 2015-16.
Nella stagione 2017-18 si accasa all'UYBA, con cui, in quattro annate di permanenza, conquista la Coppa CEV 2018-19; con la nazionale vince la medaglia d'oro al campionato europeo 2021. Per il campionato 2021-22 firma per la Pro Victoria; con la nazionale conquista la medaglia d'oro alla Volleyball Nations League 2022 e quella di bronzo al campionato mondiale. Già nella stagione seguente cambia casacca, passando all'Imoco, sempre in Serie A1, conquistando due Supercoppe italiane, il campionato mondiale per club 2022, due Coppe Italia, due scudetti e una Champions League.
Partecipa poi alla prima edizione della League One Volleyball con la LOVB Austin, conquistando il titolo nazionale, per ritornare già nell'annata 2025-26 in Italia, nuovamente alla UYBA, in Serie A1.

## Palmarès

### Club
- Campionato italiano: 3

2014-15, 2022-23, 2023-24
- LOVB: 1

2025
- Coppa Italia: 3

2015-16, 2022-23, 2023-24
- Supercoppa italiana: 2

2022, 2023
- Campionato mondiale per club: 1

2022
- Champions League: 1

2023-24
- Coppa CEV: 1

2018-19

### Nazionale (competizioni minori)
- Campionato europeo Under-18 2007
- Giochi del Mediterraneo 2013

### Premi individuali
- 2007 - Campionato europeo Under-18: Miglior attaccante